# Hồ Maggiore
Hồ Maggiore (tiếng Ý: Lago Maggiore, phát âm [ˈlaːɡo madˈdʒoːre], nghĩa đen là 'hồ Lớn [nhất, hơn]') hay Lago Verbàno ([verˈbaːno]; tiếng Latinh: Lacus Verbanus) là một hồ lớn nằm ở mạn nam dãy Alps. Đây là hồ lớn thứ nhì của Ý và lớn nhất miền nam Thụy Sĩ. Hồ nước nằm dưới sự quản lý của hai vùng Piemonte và Lombardia thuộc Ý và bang Ticino thuộc Thụy Sĩ. Tọa lạc giữa hồ Orta và hồ Lugano, hồ Maggiore kéo dài hơn 65 kilômét (40 dặm) từ Locarno đến Arona.
Thời tiết nơi đây dịu vào mùa hè và đông, giúp hệ thực vật kiểu Địa Trung Hải phát triển, với nhiều loài cây hiếm được gieo trồng.

## Địa lý
Hồ Maggiore dài 64,37 km (40 mi), rộng 3 đến 5 km (2 đến 3 mi), trừ ở khoảng vịnh nằm giữa Pallanza và Stresa, nơi nó đạt chiều rộng đến 10 km (6 mi). Đây là hồ dài nhất nước Ý, dù hồ Garda có diện tích lớn hơn. Độ cao trung bình trên mực nước biển là 193 mét; là một hồ sâu, đáy nước thường dưới mực nước biển và ở chỗ sâu nhất, đáy hồ đạt 179 mét dưới mực nước biển. Hình dáng của hồ khá ngoằn ngoèo, nên chỉ có ít nơi mà người ta có thể đứng nhìn toàn hồ. Mạn bắc hồ mang nặng đặc điểm dãy Alps, khoảng giữa hồ có những đồi thoai thoải, còn mạn nam nằm bên rìa đồng bằng của Lombardia.

### Khí hậu
Khí hậu vùng hồ Maggiore là khí hậu cận nhiệt đới ẩm (Cfa theo phân loại khí hậu Köppen). Vào mùa đông, vùng hồ có nhiệt độ cao hơn khu vực xung quanh. Mùa hè mát mẻ nhờ những cơn gió thổi tích cực. Nơi đây nhận gần 2300 giờ nắng mỗi năm và nhiệt độ trung bình hàng năm là 15,5 °C (60 °F). Nước hồ mang nhiệt độ từ 20 °C (68 °F) đến 22 °C (72 °F) trong tháng 7-8. Vào mùa đông, tuyết rơi thất thường và phần nhiều chỉ ở nơi cao. Mưa rơi tập trung nhất vào tháng 5 và ít nhất vào mùa đông.

## Làng và thị trấn quanh hồ
| Thụy Sĩ, bang Ticino | Ý, vùng Piemonte Tỉnh Verbano-Cusio-Ossola và Novara | Ý, vùng Lombardia Tỉnh Varese |
| --- | --- | --- |
| - Ranzo - Gerra - San Nazzaro - Vira - Magadino - Tenero - Locarno - Ascona - Ronco sopra Ascona - Brissago - Minusio - Muralto | - Cannobio - Cannero Riviera - Oggebbio - Ghiffa - Verbania - Baveno - Stresa - Belgirate - Lesa - Meina - Arona - Dormelletto - Castelletto sopra Ticino | - Sesto Calende - Angera - Ranco - Ispra - Brebbia - Besozzo - Monvalle - Leggiuno - Laveno-Mombello - Castelveccana - Porto Valtravaglia - Brezzo di Bedero - Germignaga - Luino - Maccagno - Tronzano Lago Maggiore - Pino sulla Sponda del Lago Maggiore |